# ASKO Kara
El ASKO Kara es un equipo de fútbol togolés de la ciudad de Kara y juega en el campeonato nacional de Togo.

## Historia
El entrenador del ASKO Kara, Améleté Abalo fue asesinado a tiros el 8 de enero de 2010 en el ataque a la selección de fútbol de Togo.

## Palmarés
- Campeonato nacional de Togo: 9[3]

1988, 1989, 1996, 2007, 2020, 2021, 2022, 2023, 2024
- Copa de Togo: 4

1975, 1976, 1987, 1995

## Participación en competiciones de la CAF
| Temporada | Torneo                            | Ronda      | Club                  | Casa | Visita | Global   |
| --------- | --------------------------------- | ---------- | --------------------- | ---- | ------ | -------- |
| 1976      | Recopa Africana                   | 1          | Tonnerre Yaoundé      | 1-2  | 0-3    | 1-5      |
| 1977      | Recopa Africana                   | 1          | Anges ABC             | 1-0  | 1-3    | 2-3      |
| 1988      | Recopa Africana                   | 1          | ASC Jeanne d'Arc      | 1-2  | 0-3    | 1-5      |
| 1990      | Copa Africana de Clubes Campeones | Preliminar | ASFA Yennenga         | 1-0  | 2-0    | 3-0      |
| 1990      | Copa Africana de Clubes Campeones | 1          | JS Kabylie            | 0-4  | 0-6    | 0-10     |
| 1996      | Recopa Africana                   | 1          | Stade d'Abidjan       | 2-1  | 1-4    | 3-5      |
| 1997      | Copa CAF                          | Preliminar | Dragons FC de l'Ouémé | dq1  | dq1    | dq1      |
| 1997      | Copa CAF                          | 1          | Espérance ST          | 3-1  | 0-7    | 3-8      |
| 2008      | Liga de Campeones de la CAF       | Preliminar | Union Douala          | 3-1  | 1-0    | 4-1      |
| 2008      | Liga de Campeones de la CAF       | 1          | Club Africain         | 2-0  | 0-4    | 2-4      |
| 2020/21   | Liga de Campeones de la CAF       | Preliminar | RC Abidjan            | 2-1  | 0-1    | 2-2 (a)  |
| 2021/22   | Liga de Campeones de la CAF       | 1          | LPRC Oilers           | 2-1  | 0-3    | 2-4      |
| 2022/23   | Liga de Campeones de la CAF       | 1          | FC Nouadhibou         | 1-1  | 1-0    | 2-1      |
| 2022/23   | Liga de Campeones de la CAF       | 2          | JS Kabylie            | 1-2  | 1-1    | 2-3      |
| 2022/23   | Copa Confederación de la CAF      | Playoff    | Club Sfaxien          | 2-1  | 0-0    | 2-1      |
| 2022/23   | Copa Confederación de la CAF      | Grupo C    | FAR Rabat             | 1-1  | 1-5    | 3° Lugar |
| 2022/23   | Copa Confederación de la CAF      | Grupo C    | Pyramids FC           | 1-4  | 0-1    | 3° Lugar |
| 2022/23   | Copa Confederación de la CAF      | Grupo C    | Future FC             | 0-3  | 3-0    | 3° Lugar |
| 2023/24   | Liga de Campeones de la CAF       | 1          | FAR Rabat             | 0-1  | 0-7    | 0-8      |
| 2024/25   | Liga de Campeones de la CAF       | 1          | Deportivo Mongomo     | 1-0  | 2-2    | 3-2      |
| 2024/25   | Liga de Campeones de la CAF       | 2          | Djoliba AC            | 0-1  | 0-1    | 0-2      |

1- Dragons de l'Ouémé fue descalificado por no presentar los permisos de los jugadores para el torneo.